# James Judd
James Judd (Hertfordshire, Inglaterra, 30 de octubre de 1949) es un director de orquesta británico. Se destaca su labor en orquestas regionales e internacionales; en la interpretación del repertorio británico y de la obra de Gustav Mahler. Actualmente es director musical emérito de la Orquesta Sinfónica de Nueva Zelanda, director artístico de la Orquesta Sinfónica de Daejeon y director principal de la Orquesta Filarmónica Eslovaca

## Biografía
Luego de graduarse en el Trinity College of Music (1967-71), sus altas calificaciones llamaron la atención del director americano Lorin Maazel que lo requirió como Director Asistente en la Orquesta de Cleveland. En 1978 retornó a Europa para trabajar con Claudio Abbado como director asociado en la Joven Orquesta de la Comunidad Europea (donde es director artístico honorario) y en la Orquesta Juvenil Mahler.
Durante catorce años fue director general de la Orquesta Filarmónica de Florida, revitalizando la temporada clásica del sur de la Florida en Miami, Fort Lauderdale y Palm Beach. 
Entre 2000-2007 fue director general de la Orquesta Sinfónica de Nueva Zelanda donde ha retornado como director emérito. Bajo el liderazgo de Judd, la orquesta realizó giras por Asia y Europa culminando en el debut en los Proms de la BBC el verano 2005. El 1 de enero del 2000, con la soprano Kiri Te Kanawa transmitieron desde Nueva Zelanda el primer concierto clásico del milenio televisado a todo el mundo. Con el sello Naxos, grabó con esa orquesta gran cantidad de composiciones y propició el debut de la entidad en los Proms en agosto del 2005.
A su amplia discografía, en 2012 añadió la Real Orquesta Filarmónica de Liverpool para la grabación de los conciertos para piano de Ravel, Saint-Saens y Gershwin con Benjamin Grosvenor para Decca Records.
Fue director principal de Orquesta Nacional de Lille en Francia y se desempeña como director invitado en las principales orquestas de Norteamérica, Europa y Asia; ha dirigido, entre otras, la Orquesta Filarmónica de Berlín, la Orquesta Filarmónica de Israel, la Orquesta Sinfónica de Róterdam, la Orquesta Filarmónica de Montecarlo, la Orquesta de la Tonhalle de Zúrich y prácticamente todas las orquestas británicas especialmente en la Orquesta Hallé de Mánchester, la Royal Philharmonic, la BBC de Gales y la Orquesta de Cámara Inglesa así como las orquestas de Seúl, Kyoto, Tokio, Hong Kong y de España (Sevilla, Tenerife, La Coruña, etc).
El maestro Judd es el fundador del Miami Music Project para brindar educación musical a niños en las Escuelas Públicas del Condado de Miami-Dade y formar audiencias futuras y lazos entre la juventud y la música erudita.

## Repertorio
Particularmente apreciado en la dirección de obras de compositores británicos y de Gustav Mahler, la grabación de la Sinfonía n.º 1 con la Orquesta Filarmónica de Florida obtuvo el premio Diapasón d'Or de la crítica francesa, fue nominado como Disco del mes por la revista Stereophile y ganó el premio de la Sociedad Mahler Toblacher Komponierhausen otorgado al mejor disco Mahler del año en el Festival de Salzburgo. Con la orquesta neozelandesa realizó gran cantidad de grabaciones que incluyen obras de compositores nativos así como Leonard Bernstein, Aaron Copland, George Gershwin, Edward Elgar, Tōru Takemitsu, Ralph Vaughan Williams y la participación del barítono Jonathan Lemalu en un CD de arias de Wagner, Verdi, Mozart, etc. para el sello EMI.

### Ópera
Como director de ópera en 1988 debutó en la Greater Miami Opera (hoy Gran Ópera de Florida) de Miami en Don Giovanni. Fue director artístico de la compañía en el período 1993-1996 donde dirigió Don Giovanni, Un ballo in maschera, estrenando, entre otras, Otra vuelta de tuerca de Benjamin Britten con Helen Donath como La Governanta y Ariadne auf Naxos de Richard Strauss. 
Ha dirigido en el Festival de Glyndebourne (La Cenerentola de Rossini), la English National Opera en óperas de Verdi (La traviata, Il trovatore, Rigoletto) y Las bodas de Fígaro de Mozart y ha registrado para el sello Opera Rara, Dinorah de Giacomo Meyerbeer.

## Discografía selecta
- 1980 – Meyerbeer: Dinorah. Della Jones, Marilyn Hill Smith, Roderick Earle, Orquesta Philharmonia (Opera Rara).
- 1987 – Bach: Klavierkonzerte BWV 1052, 1056 & 1058. Jean Louis Steuerman, Orquesta de Cámara de Europa (Philips).
- 1988 – Zamfir: Baroque Concertos. Orquesta de Cámara Inglesa (Philips).
- 1988 – Chaikovski: Concierto para piano n.º 1. John Lill, Orquesta Sinfónica de Londres (IMP Classics).
- 1990 – Chaikovski: Serenata para cuerdas Op. 48, Suite Mozartiana Op. 61. Orquesta de Cámara Inglesa (Novalis).
- 1991 – Elgar: Sinfonía n.º 1. Orquesta Hallé de Mánchester (IMP Classics).
- 1992 – Holst: The Planets. Royal Philharmonic Orchestra (Denon).
- 1993 – Grieg: Concierto para piano; Piezas líricas. Ronan O'Hora, Royal Philharmonic Orchestra (Centurion Music).
- 1994 – Mahler: Sinfonía n.º 1. Orquesta Filarmónica de Florida (Harmonia Mundi).
- 1996 – Brahms: Sinfonía n.º 2; Obertura del festival académico. Royal Philharmonic Orchestra (RPO).
- 2001 – Copland: Sinfonía n.º 3; Billy The Kid Suite. Orquesta Sinfónica de Nueva Zelanda (Naxos).
- 2001 – Gershwin: An american in Paris, Porgy and Bess suite, Gershwin In Hollywood. Orquesta Sinfónica de Nueva Zelanda (Naxos).
- 2002 – Bernstein: Sinfonía n.º 2 ; West Side Story (Symphonic dances). Jean Louis Steuerman, Orquesta Filarmónica de Florida (Naxos).
- 2002 – Lilburn: The Three Symphonies. Orquesta Sinfónica de Nueva Zelanda (Naxos).
- 2003 – Vaughan Williams: Fantasía sobre Greensleeves, Fantasía sobre un tema de Thomas Tallis, Concerto Grosso. Orquesta Sinfónica de Nueva Zelanda (Naxos).
- 2004 – Bridge: The Sea; Enter Spring. Orquesta Sinfónica de Nueva Zelanda (Naxos).
- 2004 – Bernstein: Sinfonía n.º 1; Concierto para orquesta "Jubilee Games". Helen Medlyn, Nathan Gunn, Orquesta Sinfónica de Nueva Zelanda (Naxos).
- 2005 – Elgar: Marchas Pomp and Circumstance; Polonia; Caractacus. Orquesta Sinfónica de Nueva Zelanda (Naxos).
- 2005 – Alwyn: Conciertos para piano n.º 1 & 2. Peter Donohoe, Orquesta Sinfónica de Bournemouth (Naxos).
- 2006 – Lilburn: A Song of Islands; Aotearoa Overture; Forest. Orquesta Sinfónica de Nueva Zelanda (Naxos).
- 2006 – Sculthorpe: Requiem; My Country Childhood; Great Sandy Island; New Norcia; Quamby; Earth Cry. Arvo Volmer, Sinfónica de Adelaida (ABC Classics).
- 2009 – Vaughan Williams: Concierto para piano; The Wasps; English Folksong Suite. Ashley Wass, Real Orquesta Filarmónica de Liverpool (Naxos).
- 2009 – Zemlinsky: The Mermaid; Sinfonietta. Orquesta Sinfónica de Nueva Zelanda (Naxos).
- 2010 – Mendelssohn: El sueño de una noche de verano. Orquesta Sinfónica de Nueva Zelanda (Naxos).
- 2017 – Strauss, R.: Sinfonía alpina; Mahler: Adagio Sinfonía n.º 10. Joven Orquesta de la Unión Europea (Alto).
- 2012 – Saint-Saëns, Ravel & Gershwin: Rhapsody in Blue. Benjamin Grosvenor, Real Orquesta Filarmónica de Liverpool (Decca).